# Tamar Ire
 (juin 2019).
Si vous disposez d'ouvrages ou d'articles de référence ou si vous connaissez des sites web de qualité traitant du thème abordé ici, merci de compléter l'article en donnant les références utiles à sa vérifiabilité et en les liant à la section « Notes et références ».
Tamar Ire ou Thamar Ire (en géorgien : თამარი ou თამარ მეფე (Thamar le roi) ; 1160–18 janvier 1213) est une reine de Géorgie de la dynastie des Bagration, ayant régné de 1184 à 1213. Elle est considérée comme la plus illustre des monarques géorgiens. Elle est appelée « Tamar le roi », car à cette époque, on considérait qu'elle dirigeait le royaume tel un roi.

## Biographie

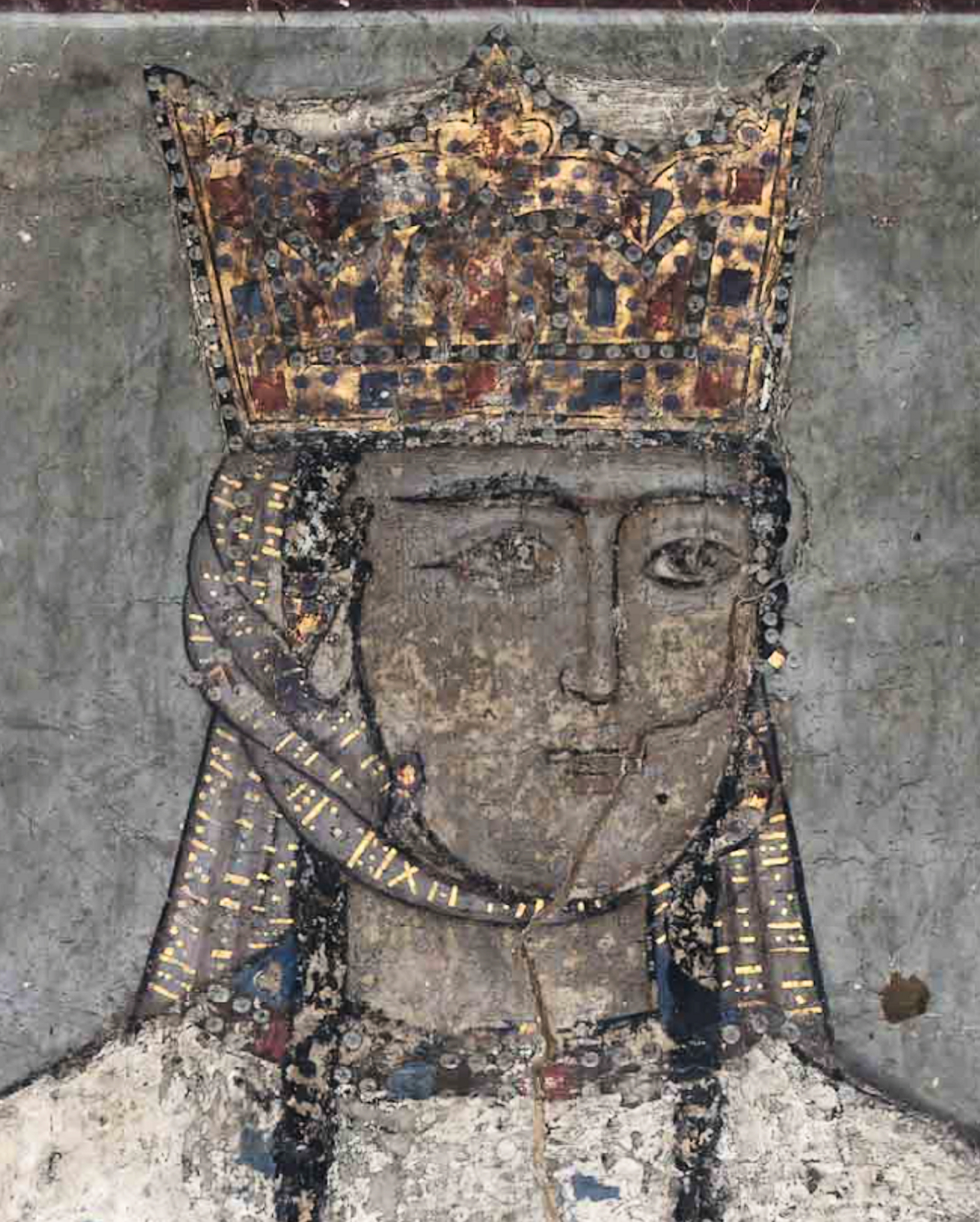
Fresque médiévale de la reine Thamar au monastère de Béthanie.

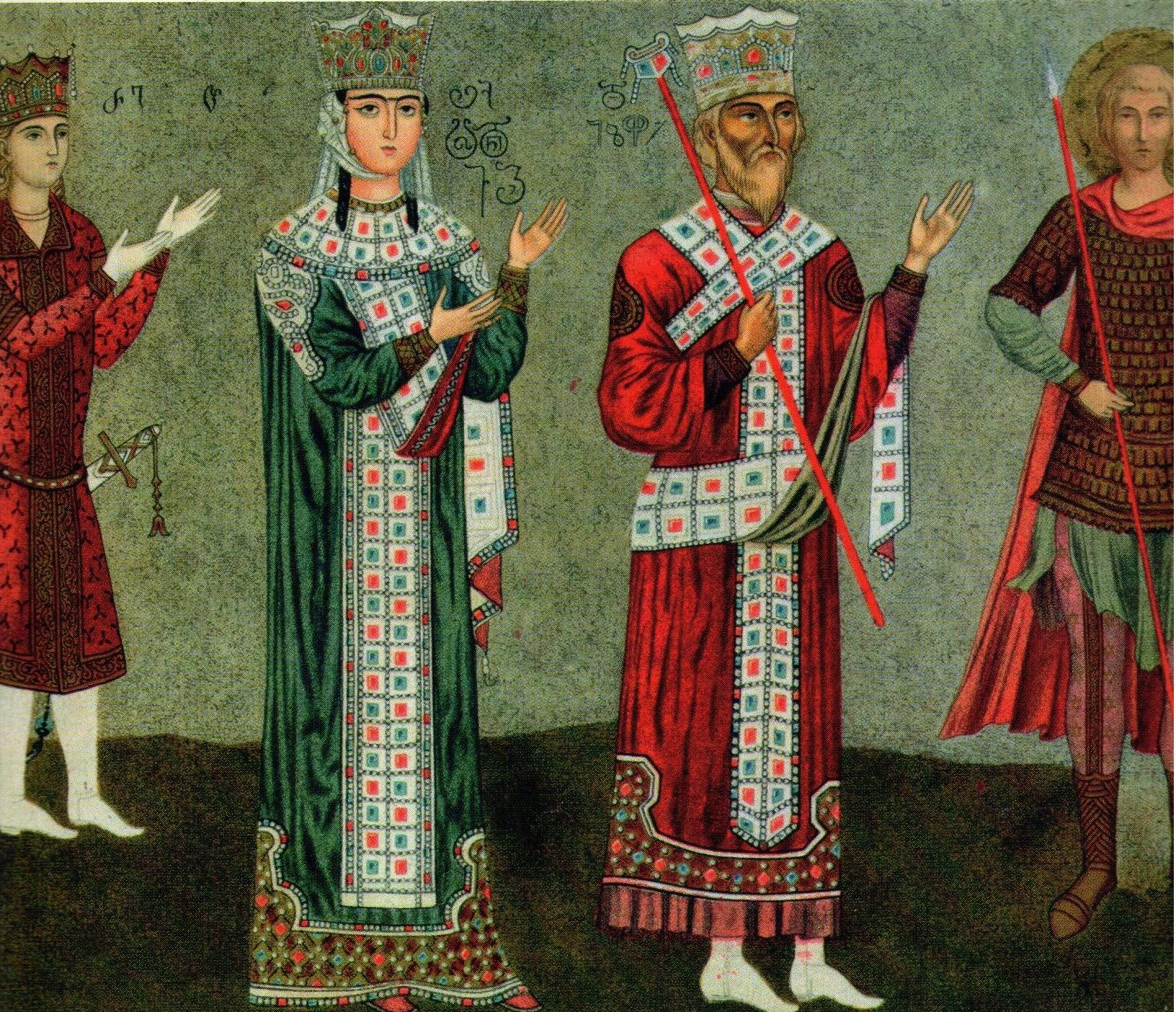
Les rois Thamar et Georges III, son père.

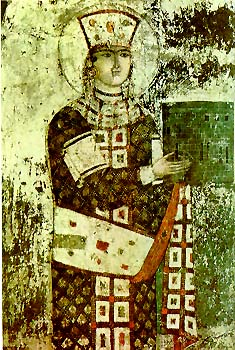
Le roi Thamar, fresque de Vardzia.

### Enfance, les débuts
Tamar est la fille aînée du roi Georges III et de son épouse Bourdoukhan, une fille de Khoudan, le roi d'Ossétie de cette époque (le mariage entre Georges III et Bourdoukhan, qui eut lieu entre 1150 et 1160, avait pour but de renforcer les liens avec le voisin du nord). Pendant un certain temps, le roi et son épouse ont du mal à avoir une descendance.
Tamar bénéficie d'une éducation privilégiée pour cette époque. Elle est particulièrement élevée par sa tante Rousoudan (fille de Démétrius Ier et sœur de Georges III) mariée à Sanjar Shah, sultan du Khorassan, puis revient en Géorgie. La reine et sa sœur Rousoudan grandissent auprès de leur tante. Rousoudan est alors un personnage politique et diplomatique, qui participe activement au Conseil de gestion du royaume. Elle accomplit une importante mission diplomatique dans l'accord entre l'Atabeg Eldiguz et Georges III au sujet de la ville d'Ani (vers 1165). Naturellement, Tamar suit attentivement les événements aussi bien à l’intérieur du royaume qu'à l'extérieur, afin de s'instruire, pour plus tard diriger le royaume. Elle est dès son plus jeune âge remarquée pour son intelligence. En 1179 le roi Georges III l’associe au trône. Les didébulis (nobles) se prosternent devant Thamar, tandis que le roi leur fait jurer fidélité vis-à-vis de la nouvelle reine, pour le futur.
Au décès de Bourdoukhan, la mère de Tamar, la direction du royaume est assurée conjointement par le père et sa fille. En 1179, une réunion législative exceptionnelle, présidée par les deux monarques, vise à éradiquer de Géorgie les vols et les braquages, qui commençaient à devenir de plus en plus fréquents. L'issue du conseil laisse place à une loi qui punit les brigands de la peine la plus haute, la pendaison, qui ne différencie ni l’ampleur du délit, ni la classe sociale du criminel. Ces mesures radicales portent leurs fruits, car pendant un temps ces crimes disparaissent de Géorgie.
Le 27 mars 1184 le roi Georges III décède en Kakhétie. La nouvelle parvient à Tamar, qui se trouve alors dans la forteresse d'Isani, à Tbilissi. Le patriarche et les didébulis partent prévenir Roussoudan, qui se trouve dans la ville fortifiée de Samshvildé, dans l'est de la Géorgie en Basse Kartlie, et la ramènent à Tbilissi.
L'œuvre du XIIe siècle : « ისტორიანი და აზმანი შარავანდედთანი » qui pourrait se traduire par : « L'histoire et la gloire des monarques », décrit avec force détails la chambre royale, revêtue d'un tissu noir où Tamar et sa sœur Rousoudan sont en deuil aux côtés du patriarche Michel. Sont aussi présents les épiscopos, le vezir Anton, l'amirspasalar Koubasar, et d'autres : [...] Vardan Dadiani, les didebulis, les aznaours, les serviteurs et les esclaves... tous pris d'un immense chagrin. Le corps du roi est dans un premier temps inhumé à Mtskheta, puis transféré au monastère de Ghélati.
Georges III avait une grande autorité et influence, aussi bien à l'intérieur qu'à l'extérieur du royaume.

### Accession au trône de Thamar
Les féodaux nobles furent stigmatisés. Mais ils ne considéraient pas pour autant la guerre comme perdue, ils attendaient le moment propice pour mettre en œuvre des mouvements contre le gouvernement. Ce moment propice arriva lorsque le roi Georges III décéda. Bien que Tamar soit devenue reine du vivant de Georges III (1179), les nobles féodaux n'ont, semble-t-il, pas trouvé cela suffisant et ont décidé de demander un second baptême en tant que reine. C'était, pratiquement, une protestation contre la politique de Georges III, pour mettre en exergue les droits des féodaux. La reine était opposée à ce projet et imagina, avec sa sœur Roussoudan, un subterfuge pour éviter de se soumettre aux « ordres » des féodaux. Sa sœur feignit d'agréer aux demandes des nobles mais c'était en fait un moyen de ne pas leur donner de grande autorité. Au lieu d'accepter, Tamar rejeta la demande, puis, consciente de ce que cela entraînerait, elle accepta mais fit croire que c'était en fait Roussoudan qui l'avait convaincue, et non la menace.
Jamais l'avènement d'un monarque ne fut tant détaillé dans les écrits que celui-là, cette particularité est sûrement due au fait que le monarque était une femme, l'historien personnel de Tamar (et de Georges III), nous apprend comment elle fut couronnée assise sur le trône familial et souligne le fait qu'elle aussi avait reçu l'épée générationnelle, tel un chef de l'armée. Les autres couronnements ne furent auparavant jamais détaillés à ce point, c'est pour cela que la transmission d'une épée royale entre tous les rois ne peut pas être certifiée, mais la façon dont l'historien anonyme nous décrit la chose laisse paraître qu'il en fut ainsi. C'est parce qu'elle était une femme que Georges III avait décidé de la couronner de son vivant, il savait que la venue d'une femme au pouvoir serait mal vue et que certains nobles qui étaient opposés à sa politique en profiteraient pour renverser le pouvoir. Les féodaux ont tout de même considéré ce recouronnement comme une victoire et ce fut à ce moment-là que commencèrent vraiment les protestations. Les nobles qui partageaient le même état d'esprit (déjà à l'époque de Georges III) se réunirent et se soulevèrent contre le fait qu'ils étaient commandés par des individus nommés et engagés par Georges III, qui n'avaient pas un nom aristocratique, et déclarent qu'ils n'obéiront plus aux ordres de ces derniers. La reine fut en partie contrainte d'accepter et décida de les libérer de leurs fonctions. Ils étaient mécontents car ils ne jouissaient plus de l'autorité qu'ils avaient et souhaitaient la restituer. Les opposants à la politique du roi ont demandé la destitution de certains et non de la totalité, et c'est à cette condition que la reine Thamar accepta, les nobles voulaient récupérer d'assez hautes fonctions. Les opposants choisissent naturellement, les personnages les plus fidèles de la cour. Furent considérés comme tel, l'amirspasalar Kubasar et le Msakhurtukhutsesi Aphridon. Cette décision fut dure pour Tamar, tandis que les féodaux célébraient la seconde victoire. Mais la question de la succession posa vite un problème.

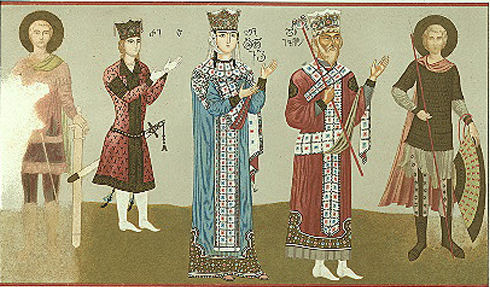
Fresque du roi Thamar.

#### Discours de Qoutlou-Arslan
Le but des féodaux nobles était de renverser le pouvoir, avec la participation et l'aide de Qoutlou Arslan, le metchourtchletoukhoutsessi de Tamar. Le meneur rebellé contre le royaume de Géorgie est grand par ses richesses. Il avait obtenu la distinction de metchourtchletoukhoutsessi pour son mérite.
Il demandait qu'à côté de la porte royale une nouvelle institution, le « Karavi » (კარავი littéralement : campement) soit fondée, qui serait indépendante du gouvernement. Ce n'était certainement pas par hasard que Qoutlou-Arslan demandait que ce karavi demeure dans la vallée d'Isani, à proximité du palais royal. Il symbolisait la confrontation entre la royauté et la noblesse, le palais contre les campements. Dans une lettre officielle, nous apprenons le but de ces assemblées : elles défendaient les droits de la noblesse et étaient destinées à mieux connaître les affaires du pays et à suivre leur évolution.
La reine de Géorgie, quant à elle, ne devait pas participer et ne devait pas intervenir dans les affaires des Karavis. Cette idée réduisait les pouvoirs de la reine et la cour royale était furieuse des outrances causées par Qoutlou-Arslan et ses Tanshephitsulebi-s (comme ils se faisaient appeler), et ce dernier est arrêté. Ceux qui étaient partisans de ces idées ont réagi et sont entrés dans le palais royal en menaçant d'un ravage, si leur « meneur » n'était pas relâché sain et sauf.
La reine, devant la tournure que prenaient les événements, décida de régler les choses diplomatiquement. Elle envoya deux ambassadeurs, pour trouver un accord. Ce fut l'eristavi des eristavi (duc des ducs ou gouverneur des gouverneurs) de Kartli, la mère de Rati, Khuashab Tsoqali, et la mère du féodal noble Samdivar, Kravai Jakeli. Cette démarche a payé, les Tanshephitsulis suivent la reine, ils ont réussi non seulement à trouver un accord, mais obtiennent en plus une garantie de non-nuisance et de fidélité. Qoutlou-Arslan fut relâché et ses ambitions ne parvinrent jamais à se réaliser. Il n'est pas exclu l'hypothèse que les féodaux rebelles reçoivent des places au sein du "Darbazi" (sorte d'assemblée).
Elle établit également un lien de charité entre l'Église et l'État et se soucie des pauvres en érigeant pour eux des établissements d'assistance, leur concédant ainsi plus du dixième des revenus du royaume.
Le règne de Tamar est considéré comme l'âge d'or de la Géorgie. Sa réputation de grand administrateur lui vaut le surnom de « Roi des Rois et Reine des Reines » par ses sujets.

#### Remaniements
La jeune « femme-roi » Tamar, après sa montée au trône reprend vivement les commandes du royaume. Par son commandement, le titre de Mtzignobartukhutsesi-Tchkondideli (seigneur de tous les secrétaires) et par la même occasion le titre de vizir furent attribués à Anton. En tant qu'amirspasalar (en), fut nommé Sarguis Mkhargrdzéli ; en tant que mandaturtukhutsesi (chef de la police du temps de la Géorgie unie royale), Tchiaberi. Le roi a exigé Kakhaber Vardanisdzé comme metchourtchletoukhoutsessi (chef des vaisselles, trésorier) et Vardan (en) Dadiani comme msakhurtukhutsesi.
Les eristavis à l'époque de Thamar étaient :
- Baram Vardanis dze – Eristavi des Svanes,
- Kakhaber Kakhaberis dze – Eristavi de Ratcha et de Takueri
- Otaro Sharvashis dze – Eristavi de Tskhumi,
- Amanelis dze – Eristavi d'aragueti,
- Bediani – Eristavi d'Odishi,
- Rati Surameli – Eristavi de Karthli,
- Bakur-kma Dzaganis dze – Eristavi de Kakhétie,
- Asat Grigolis dze – Eristavi d'Héréthie,
- Botso Djakeli – Eristavi de Samtskhé.

Aussitôt après l'intronisation de Tamar, le royaume décida de faire passer au premier plan, le travail à effectuer au niveau de la sphère religieuse. La reine se fixa pour but d’arranger les affaires ecclésiastiques. Pour cela, elle invita Nicolas Ier Goulaberisdze alors qu'il était à Jérusalem, pour tenir une conférence et en excommunier certains.
Après avoir débattu des affaires de l’Église, les hommes d'État furent appelés pour décider ensemble de l’époux de Tamar.

#### Premier mariage
Tamar épouse vers 1185/1187 le prince russe Iouri, fils d'André Ier Bogolioubski, dont elle divorce dès 1192. Il tente néanmoins de prendre le pouvoir en Géorgie en 1194, appuyé par un parti de nobles.

#### Second mariage
En 1193, la reine épouse en secondes noces David Soslan, roi d'Ossétie, co-régent de Géorgie, mort vers 1207/1209. Ils donnèrent naissance à :
- Georges IV Lacha, roi de Géorgie ;
- Rousoudan Ire, reine de Géorgie.

### Règne
Reine d'une grande intelligence et d'une grande beauté, elle monte sur le trône à l'âge de vingt-quatre ans. Elle amène son royaume à son apogée. Ses généraux, les frères Zakaré et Ivané Mkhargrdzéli-Zachariades, le roi consort David Soslan et l'évêque guerrier Antoine de Tchqondidi effectuent des expéditions victorieuses contre les émirs ou atâbegs turcs voisins. Elle agrandit son royaume jusqu'à la mer Caspienne (son règne voit la plupart des pays musulmans voisins devenir vassaux de la Géorgie).

#### Chronologie du règne
- 1178 : Tamar est associée au trône par son père ;
- 1184 : Tamar est couronnée « roi » de Géorgie ;
- 1187 : premier mariage avec le prince russe Yuri Bogolioubski, un fils d'André Ier Bogolioubski ;
- 1191 : conquête du Shirak par les frères Zakaré et Iwané Mkhargrdzéli ;
- 1192 : premier départ du prince russe qui est chassé ;
- 1193 : second mariage avec David Soslan ;
- 1194 : naissance de Georges Lacha, et tentative de prise du pouvoir par Yuri Bogolioubski ;
- 1195 : naissance de Rousoudan, les Géorgiens interviennent pour protéger leur vassal musulman le Chirvanchah et défont l’armée de l’atâbeg d'Azerbaïdjan Nusrat ed-Din Abu Bakr à Chamkor le 1er juin.
- 1196 : conquête d’Amberd et du Gegharkunik ;
- 1199 : prise d’Ani par les princes Zachariades;
- 1201 : prise de Bidjnissi ;
- 1202 : entrée en guerre contre Rokn-ed-Din, prince seldjoukide d’Erzurum, dont l'armée est anéantie le 27 juillet lors de la bataille de Bassiani ;
- 1203 : Nouvelle défaite de l'atâbeg Ildigizide d'Azerbaïdjan à Dzagam en juin, prises de Chamkhor, Gandja et Dvin ;
- 1204 : Tamar favorise la création par ses cousins Alexis et David Comnène de l'empire de Trébizonde, au moment où les Croisés latins occupent Constantinople ;
- 1206/1207 : expédition et prise de Kars. Mort de David Soslan, le roi consort ;
- 1208 : Georges IV est associé au trône. Durant l’été 1208 l’émir d’Ardébil en Azerbaïdjan conduit une razzia contre Ani et tue 12 000 chrétiens ;
- 1209 : Zakaré et Iwané Mkhargrdzéli conduisent une expédition punitive et massacrent 12 000 musulmans en expiation. ;
- 1210 : les armées géorgiennes traversent l’Araxe à Djoulfa et saccagent l’Azerbaïdjan ; prise d’Ardébil et expédition jusqu'au Khorasan ;

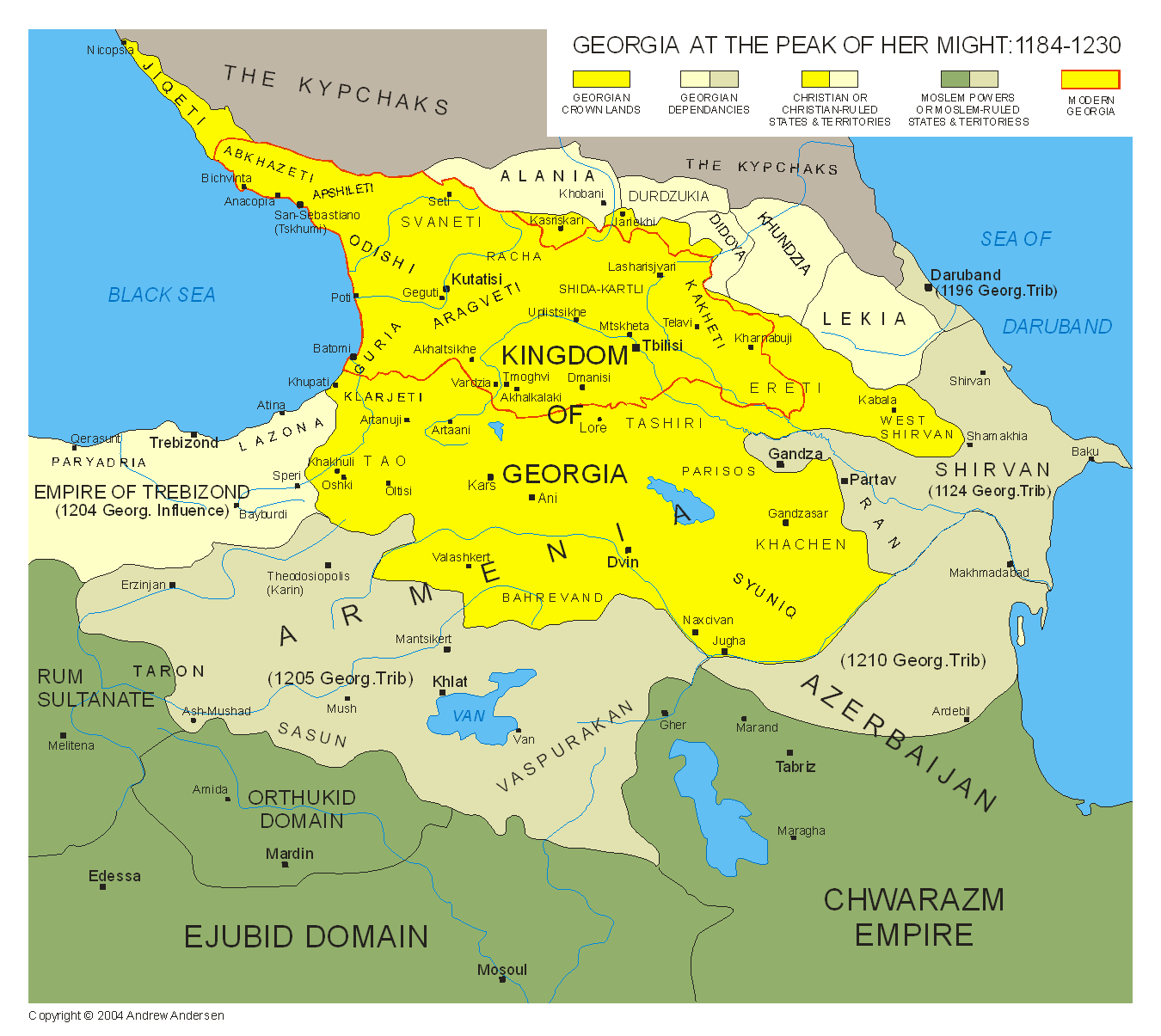
Le royaume de Géorgie à son apogée : 1184-1225.

- 1212 : mort de Zakaré Mkhargrdzéli ;
- 1213 : mort de Tamar Ire.

## Généalogie
| Georges II Roi de Géorgie, 1072–1089 | Georges II Roi de Géorgie, 1072–1089 | Georges II Roi de Géorgie, 1072–1089 | Georges II Roi de Géorgie, 1072–1089 | Georges II Roi de Géorgie, 1072–1089 | Georges II Roi de Géorgie, 1072–1089 |                                                      |                                                      |                                                      |                                                      |                                                      |                                                      | Elene                                 | Elene                                 | Elene                                      | Elene                                      | Elene                                      | Elene                                      |                                            |                                            | Kwiriké II roi de Tachir-Dzoraget 1048—1089 | Kwiriké II roi de Tachir-Dzoraget 1048—1089 | Kwiriké II roi de Tachir-Dzoraget 1048—1089          | Kwiriké II roi de Tachir-Dzoraget 1048—1089          | Kwiriké II roi de Tachir-Dzoraget 1048—1089                                                                         | Kwiriké II roi de Tachir-Dzoraget 1048—1089                                                                         | | | | |                                                                    |                                                                    |                                                                    |                                                                    | | | | | | |                        |                        |  |  |
| Georges II Roi de Géorgie, 1072–1089 | Georges II Roi de Géorgie, 1072–1089 | Georges II Roi de Géorgie, 1072–1089 | Georges II Roi de Géorgie, 1072–1089 | Georges II Roi de Géorgie, 1072–1089 | Georges II Roi de Géorgie, 1072–1089 |                                                      |                                                      |                                                      |                                                      |                                                      |                                                      | Elene                                 | Elene                                 | Elene                                      | Elene                                      | Elene                                      | Elene                                      |                                            |                                            | Kwiriké II roi de Tachir-Dzoraget 1048—1089 | Kwiriké II roi de Tachir-Dzoraget 1048—1089 | Kwiriké II roi de Tachir-Dzoraget 1048—1089          | Kwiriké II roi de Tachir-Dzoraget 1048—1089          | Kwiriké II roi de Tachir-Dzoraget 1048—1089                                                                         | Kwiriké II roi de Tachir-Dzoraget 1048—1089                                                                         | | | | |                                                                    |                                                                    |                                                                    |                                                                    | | | | | | |                        |                        |  |  |
|                                      |                                      |                                      |                                      |                                      |                                      |                                                      |                                                      |                                                      |                                                      |                                                      |                                                      |                                       |                                       |                                            |                                            |                                            |                                            |                                            |                                            |                                             |                                             |                                                      |                                                      | | | | | | |                                                                    |                                                                    |                                                                    |                                                                    | | | | | | |                        |                        |  |  |
|                                      |                                      |                                      |                                      |                                      |                                      | David IV le Reconstructeur Roi de Géorgie, 1089–1125 | David IV le Reconstructeur Roi de Géorgie, 1089–1125 | David IV le Reconstructeur Roi de Géorgie, 1089–1125 | David IV le Reconstructeur Roi de Géorgie, 1089–1125 | David IV le Reconstructeur Roi de Géorgie, 1089–1125 | David IV le Reconstructeur Roi de Géorgie, 1089–1125 |                                       |                                       |                                            |                                            |                                            |                                            | Roussoudan                                 | Roussoudan                                 | Roussoudan                                  | Roussoudan                                  | Roussoudan                                           | Roussoudan                                           | | | | | | |                                                                    |                                                                    |                                                                    |                                                                    | | | | | | |                        |                        |  |  |
|                                      |                                      |                                      |                                      |                                      |                                      | David IV le Reconstructeur Roi de Géorgie, 1089–1125 | David IV le Reconstructeur Roi de Géorgie, 1089–1125 | David IV le Reconstructeur Roi de Géorgie, 1089–1125 | David IV le Reconstructeur Roi de Géorgie, 1089–1125 | David IV le Reconstructeur Roi de Géorgie, 1089–1125 | David IV le Reconstructeur Roi de Géorgie, 1089–1125 |                                       |                                       |                                            |                                            |                                            |                                            | Roussoudan                                 | Roussoudan                                 | Roussoudan                                  | Roussoudan                                  | Roussoudan                                           | Roussoudan                                           | | | | | | |                                                                    |                                                                    |                                                                    |                                                                    | | | | | | |                        |                        |  |  |
|                                      |                                      |                                      |                                      |                                      |                                      |                                                      |                                                      |                                                      |                                                      |                                                      |                                                      |                                       |                                       |                                            |                                            |                                            |                                            |                                            |                                            |                                             |                                             |                                                      |                                                      | | | | | | |                                                                    |                                                                    |                                                                    |                                                                    | | | | | | |                        |                        |  |  |
|                                      |                                      |                                      |                                      |                                      |                                      |                                                      |                                                      |                                                      |                                                      |                                                      |                                                      | Démétré Ier Roi de Géorgie, 1125–1154 |                                       |                                            |                                            |                                            |                                            |                                            |                                            |                                             |                                             |                                                      |                                                      | | | | | | |                                                                    |                                                                    |                                                                    |                                                                    | | | | | | |                        |                        |  |  |
|                                      |                                      |                                      |                                      |                                      |                                      |                                                      |                                                      |                                                      |                                                      |                                                      |                                                      |                                       |                                       |                                            |                                            |                                            |                                            |                                            |                                            |                                             |                                             |                                                      |                                                      | | | | | | |                                                                    |                                                                    |                                                                    |                                                                    | | | | | | |                        |                        |  |  |
|                                      |                                      |                                      |                                      |                                      |                                      |                                                      |                                                      |                                                      |                                                      |                                                      |                                                      |                                       |                                       |                                            |                                            |                                            |                                            |                                            |                                            |                                             |                                             |                                                      |                                                      | | | | | | |                                                                    |                                                                    |                                                                    |                                                                    | | | | | | |                        |                        |  |  |
| David V Roi de Géorgie, 1154–1155    | David V Roi de Géorgie, 1154–1155    | David V Roi de Géorgie, 1154–1155    | David V Roi de Géorgie, 1154–1155    | David V Roi de Géorgie, 1154–1155    | David V Roi de Géorgie, 1154–1155    |                                                      |                                                      |                                                      |                                                      | Georges III Roi de Géorgie, 1155–1184                | Georges III Roi de Géorgie, 1155–1184                | Georges III Roi de Géorgie, 1155–1184 | Georges III Roi de Géorgie, 1155–1184 | Georges III Roi de Géorgie, 1155–1184      | Georges III Roi de Géorgie, 1155–1184      |                                            |                                            |                                            |                                            |                                             |                                             | Bourdoukhan Fille du roi des Alains, Khuddan         | Bourdoukhan Fille du roi des Alains, Khuddan         | Bourdoukhan Fille du roi des Alains, Khuddan                                                                        | Bourdoukhan Fille du roi des Alains, Khuddan                                                                        | Bourdoukhan Fille du roi des Alains, Khuddan                                                                        | Bourdoukhan Fille du roi des Alains, Khuddan                                                                        | | | Roussoudan Diplomate géorgienne, Préceptrice de Tamar le roi-femme | Roussoudan Diplomate géorgienne, Préceptrice de Tamar le roi-femme | Roussoudan Diplomate géorgienne, Préceptrice de Tamar le roi-femme | Roussoudan Diplomate géorgienne, Préceptrice de Tamar le roi-femme | Roussoudan Diplomate géorgienne, Préceptrice de Tamar le roi-femme                                                                  | Roussoudan Diplomate géorgienne, Préceptrice de Tamar le roi-femme                                                                  | | | | |                        |                        |  |  |
| David V Roi de Géorgie, 1154–1155    | David V Roi de Géorgie, 1154–1155    | David V Roi de Géorgie, 1154–1155    | David V Roi de Géorgie, 1154–1155    | David V Roi de Géorgie, 1154–1155    | David V Roi de Géorgie, 1154–1155    |                                                      |                                                      |                                                      |                                                      | Georges III Roi de Géorgie, 1155–1184                | Georges III Roi de Géorgie, 1155–1184                | Georges III Roi de Géorgie, 1155–1184 | Georges III Roi de Géorgie, 1155–1184 | Georges III Roi de Géorgie, 1155–1184      | Georges III Roi de Géorgie, 1155–1184      |                                            |                                            |                                            |                                            |                                             |                                             | Bourdoukhan Fille du roi des Alains, Khuddan         | Bourdoukhan Fille du roi des Alains, Khuddan         | Bourdoukhan Fille du roi des Alains, Khuddan                                                                        | Bourdoukhan Fille du roi des Alains, Khuddan                                                                        | Bourdoukhan Fille du roi des Alains, Khuddan                                                                        | Bourdoukhan Fille du roi des Alains, Khuddan                                                                        | | | Roussoudan Diplomate géorgienne, Préceptrice de Tamar le roi-femme | Roussoudan Diplomate géorgienne, Préceptrice de Tamar le roi-femme | Roussoudan Diplomate géorgienne, Préceptrice de Tamar le roi-femme | Roussoudan Diplomate géorgienne, Préceptrice de Tamar le roi-femme | Roussoudan Diplomate géorgienne, Préceptrice de Tamar le roi-femme                                                                  | Roussoudan Diplomate géorgienne, Préceptrice de Tamar le roi-femme                                                                  | | | | |                        |                        |  |  |
|                                      |                                      |                                      |                                      |                                      |                                      |                                                      |                                                      |                                                      |                                                      |                                                      |                                                      |                                       |                                       |                                            |                                            |                                            |                                            |                                            |                                            |                                             |                                             |                                                      |                                                      | | | | | | |                                                                    |                                                                    |                                                                    |                                                                    | | | | | | |                        |                        |  |  |
|                                      |                                      |                                      |                                      |                                      |                                      |                                                      |                                                      |                                                      |                                                      |                                                      |                                                      |                                       |                                       |                                            |                                            |                                            |                                            |                                            |                                            |                                             |                                             |                                                      |                                                      | | | | | | |                                                                    |                                                                    |                                                                    |                                                                    | | | | | | |                        |                        |  |  |
| Demna                                | Demna                                | Demna                                | Demna                                | Demna                                | Demna                                |                                                      |                                                      |                                                      |                                                      |                                                      |                                                      |                                       |                                       | Thamar Roi de Géorgie, 1184–1213           | Thamar Roi de Géorgie, 1184–1213           | Thamar Roi de Géorgie, 1184–1213           | Thamar Roi de Géorgie, 1184–1213           | Thamar Roi de Géorgie, 1184–1213           | Thamar Roi de Géorgie, 1184–1213           |                                             |                                             |                                                      |                                                      | 1. Georges Bogoliubski fils du Premier grand prince de Vladimir-Souzdal, André Ier Bogolioubski (Divorcent en 1188) | 1. Georges Bogoliubski fils du Premier grand prince de Vladimir-Souzdal, André Ier Bogolioubski (Divorcent en 1188) | 1. Georges Bogoliubski fils du Premier grand prince de Vladimir-Souzdal, André Ier Bogolioubski (Divorcent en 1188) | 1. Georges Bogoliubski fils du Premier grand prince de Vladimir-Souzdal, André Ier Bogolioubski (Divorcent en 1188) | 1. Georges Bogoliubski fils du Premier grand prince de Vladimir-Souzdal, André Ier Bogolioubski (Divorcent en 1188) | 1. Georges Bogoliubski fils du Premier grand prince de Vladimir-Souzdal, André Ier Bogolioubski (Divorcent en 1188) |                                                                    |                                                                    |                                                                    |                                                                    | Roussoudan Femme du prince byzantin Manuel Comnène fils ainé de l'empereur byzantin Andronic Ier Comnène, Imperatrice de Trébizonde | Roussoudan Femme du prince byzantin Manuel Comnène fils ainé de l'empereur byzantin Andronic Ier Comnène, Imperatrice de Trébizonde | Roussoudan Femme du prince byzantin Manuel Comnène fils ainé de l'empereur byzantin Andronic Ier Comnène, Imperatrice de Trébizonde | Roussoudan Femme du prince byzantin Manuel Comnène fils ainé de l'empereur byzantin Andronic Ier Comnène, Imperatrice de Trébizonde | Roussoudan Femme du prince byzantin Manuel Comnène fils ainé de l'empereur byzantin Andronic Ier Comnène, Imperatrice de Trébizonde | Roussoudan Femme du prince byzantin Manuel Comnène fils ainé de l'empereur byzantin Andronic Ier Comnène, Imperatrice de Trébizonde |                        |                        |  |  |
| Demna                                | Demna                                | Demna                                | Demna                                | Demna                                | Demna                                |                                                      |                                                      |                                                      |                                                      |                                                      |                                                      |                                       |                                       | Thamar Roi de Géorgie, 1184–1213           | Thamar Roi de Géorgie, 1184–1213           | Thamar Roi de Géorgie, 1184–1213           | Thamar Roi de Géorgie, 1184–1213           | Thamar Roi de Géorgie, 1184–1213           | Thamar Roi de Géorgie, 1184–1213           |                                             |                                             |                                                      |                                                      | 1. Georges Bogoliubski fils du Premier grand prince de Vladimir-Souzdal, André Ier Bogolioubski (Divorcent en 1188) | 1. Georges Bogoliubski fils du Premier grand prince de Vladimir-Souzdal, André Ier Bogolioubski (Divorcent en 1188) | 1. Georges Bogoliubski fils du Premier grand prince de Vladimir-Souzdal, André Ier Bogolioubski (Divorcent en 1188) | 1. Georges Bogoliubski fils du Premier grand prince de Vladimir-Souzdal, André Ier Bogolioubski (Divorcent en 1188) | 1. Georges Bogoliubski fils du Premier grand prince de Vladimir-Souzdal, André Ier Bogolioubski (Divorcent en 1188) | 1. Georges Bogoliubski fils du Premier grand prince de Vladimir-Souzdal, André Ier Bogolioubski (Divorcent en 1188) |                                                                    |                                                                    |                                                                    |                                                                    | Roussoudan Femme du prince byzantin Manuel Comnène fils ainé de l'empereur byzantin Andronic Ier Comnène, Imperatrice de Trébizonde | Roussoudan Femme du prince byzantin Manuel Comnène fils ainé de l'empereur byzantin Andronic Ier Comnène, Imperatrice de Trébizonde | Roussoudan Femme du prince byzantin Manuel Comnène fils ainé de l'empereur byzantin Andronic Ier Comnène, Imperatrice de Trébizonde | Roussoudan Femme du prince byzantin Manuel Comnène fils ainé de l'empereur byzantin Andronic Ier Comnène, Imperatrice de Trébizonde | Roussoudan Femme du prince byzantin Manuel Comnène fils ainé de l'empereur byzantin Andronic Ier Comnène, Imperatrice de Trébizonde | Roussoudan Femme du prince byzantin Manuel Comnène fils ainé de l'empereur byzantin Andronic Ier Comnène, Imperatrice de Trébizonde |                        |                        |  |  |
|                                      |                                      |                                      |                                      |                                      |                                      |                                                      |                                                      |                                                      |                                                      |                                                      |                                                      |                                       |                                       |                                            |                                            |                                            |                                            |                                            |                                            |                                             |                                             |                                                      |                                                      | | | | | | |                                                                    |                                                                    |                                                                    |                                                                    | | | | | | |                        |                        |  |  |
|                                      |                                      |                                      |                                      |                                      |                                      |                                                      |                                                      |                                                      |                                                      |                                                      |                                                      |                                       |                                       |                                            |                                            |                                            |                                            |                                            |                                            |                                             |                                             |                                                      |                                                      | 2. David Soslan représentent de la branche d'Alanie des Bagrations                                                  | | | | | |                                                                    |                                                                    |                                                                    |                                                                    | | | | | | |                        |                        |  |  |
|                                      |                                      |                                      |                                      |                                      |                                      |                                                      |                                                      |                                                      |                                                      |                                                      |                                                      |                                       |                                       |                                            |                                            |                                            |                                            |                                            |                                            |                                             |                                             |                                                      |                                                      | | | | | | |                                                                    |                                                                    |                                                                    |                                                                    | | | | | | |                        |                        |  |  |
|                                      |                                      |                                      |                                      |                                      |                                      |                                                      |                                                      |                                                      |                                                      |                                                      |                                                      |                                       |                                       |                                            |                                            |                                            |                                            |                                            |                                            |                                             |                                             |                                                      |                                                      | | | | | | |                                                                    |                                                                    |                                                                    |                                                                    | | | | | | |                        |                        |  |  |
|                                      |                                      |                                      |                                      |                                      |                                      |                                                      |                                                      |                                                      |                                                      |                                                      |                                                      |                                       |                                       |                                            |                                            |                                            |                                            |                                            |                                            |                                             |                                             |                                                      |                                                      | | | | | | |                                                                    |                                                                    |                                                                    |                                                                    | | | | | | |                        |                        |  |  |
|                                      |                                      |                                      |                                      |                                      |                                      |                                                      |                                                      |                                                      |                                                      |                                                      |                                                      |                                       |                                       | Georges IV Lasha Roi de Géorgie, 1213–1223 | Georges IV Lasha Roi de Géorgie, 1213–1223 | Georges IV Lasha Roi de Géorgie, 1213–1223 | Georges IV Lasha Roi de Géorgie, 1213–1223 | Georges IV Lasha Roi de Géorgie, 1213–1223 | Georges IV Lasha Roi de Géorgie, 1213–1223 |                                             |                                             | Rousoudan Ire de Géorgie Reine de Géorgie, 1223–1245 | Rousoudan Ire de Géorgie Reine de Géorgie, 1223–1245 | Rousoudan Ire de Géorgie Reine de Géorgie, 1223–1245                                                                | Rousoudan Ire de Géorgie Reine de Géorgie, 1223–1245                                                                | Rousoudan Ire de Géorgie Reine de Géorgie, 1223–1245                                                                | Rousoudan Ire de Géorgie Reine de Géorgie, 1223–1245                                                                | | |                                                                    |                                                                    |                                                                    |                                                                    | Ghias ad-din Shah d'Erzincan (adopte la religion chrétienne après le mariage)                                                       | Ghias ad-din Shah d'Erzincan (adopte la religion chrétienne après le mariage)                                                       | Ghias ad-din Shah d'Erzincan (adopte la religion chrétienne après le mariage)                                                       | Ghias ad-din Shah d'Erzincan (adopte la religion chrétienne après le mariage)                                                       | Ghias ad-din Shah d'Erzincan (adopte la religion chrétienne après le mariage)                                                       | Ghias ad-din Shah d'Erzincan (adopte la religion chrétienne après le mariage)                                                       |                        |                        |  |  |
|                                      |                                      |                                      |                                      |                                      |                                      |                                                      |                                                      |                                                      |                                                      |                                                      |                                                      |                                       |                                       | Georges IV Lasha Roi de Géorgie, 1213–1223 | Georges IV Lasha Roi de Géorgie, 1213–1223 | Georges IV Lasha Roi de Géorgie, 1213–1223 | Georges IV Lasha Roi de Géorgie, 1213–1223 | Georges IV Lasha Roi de Géorgie, 1213–1223 | Georges IV Lasha Roi de Géorgie, 1213–1223 |                                             |                                             | Rousoudan Ire de Géorgie Reine de Géorgie, 1223–1245 | Rousoudan Ire de Géorgie Reine de Géorgie, 1223–1245 | Rousoudan Ire de Géorgie Reine de Géorgie, 1223–1245                                                                | Rousoudan Ire de Géorgie Reine de Géorgie, 1223–1245                                                                | Rousoudan Ire de Géorgie Reine de Géorgie, 1223–1245                                                                | Rousoudan Ire de Géorgie Reine de Géorgie, 1223–1245                                                                | | |                                                                    |                                                                    |                                                                    |                                                                    | Ghias ad-din Shah d'Erzincan (adopte la religion chrétienne après le mariage)                                                       | Ghias ad-din Shah d'Erzincan (adopte la religion chrétienne après le mariage)                                                       | Ghias ad-din Shah d'Erzincan (adopte la religion chrétienne après le mariage)                                                       | Ghias ad-din Shah d'Erzincan (adopte la religion chrétienne après le mariage)                                                       | Ghias ad-din Shah d'Erzincan (adopte la religion chrétienne après le mariage)                                                       | Ghias ad-din Shah d'Erzincan (adopte la religion chrétienne après le mariage)                                                       |                        |                        |  |  |
|                                      |                                      |                                      |                                      |                                      |                                      |                                                      |                                                      |                                                      |                                                      |                                                      |                                                      |                                       |                                       |                                            |                                            |                                            |                                            |                                            |                                            |                                             |                                             |                                                      |                                                      | | | | | | |                                                                    |                                                                    |                                                                    |                                                                    | | | | | | |                        |                        |  |  |
|                                      |                                      |                                      |                                      |                                      |                                      |                                                      |                                                      |                                                      |                                                      |                                                      |                                                      |                                       |                                       |                                            |                                            |                                            |                                            |                                            |                                            |                                             |                                             |                                                      |                                                      | | | | | | |                                                                    |                                                                    |                                                                    |                                                                    | | | | | | |                        |                        |  |  |
|                                      |                                      |                                      |                                      |                                      |                                      |                                                      |                                                      |                                                      |                                                      |                                                      |                                                      |                                       |                                       | David VII Ulu Roi de Géorgie, 1247–1270    | David VII Ulu Roi de Géorgie, 1247–1270    | David VII Ulu Roi de Géorgie, 1247–1270    | David VII Ulu Roi de Géorgie, 1247–1270    | David VII Ulu Roi de Géorgie, 1247–1270    | David VII Ulu Roi de Géorgie, 1247–1270    |                                             |                                             |                                                      |                                                      | | | | | David VI Narin Roi de Géorgie, 1245–1293                                                                            | David VI Narin Roi de Géorgie, 1245–1293                                                                            | David VI Narin Roi de Géorgie, 1245–1293                           | David VI Narin Roi de Géorgie, 1245–1293                           | David VI Narin Roi de Géorgie, 1245–1293                           | David VI Narin Roi de Géorgie, 1245–1293                           | | | Thamar (Gurji Khatuni) | Thamar (Gurji Khatuni) | Thamar (Gurji Khatuni) | Thamar (Gurji Khatuni) | Thamar (Gurji Khatuni) | Thamar (Gurji Khatuni) |  |  |

## Une source d'inspiration pour les poètes
Les poètes contemporains de la reine la célèbrent longuement. C'est le cas de Tchakhroukhadzé, qui lui dédie au XIIe siècle, vingt-deux odes en forme de panégyrique, réunies dans le recueil Tamariani, et de Ioane Chavteli dans son cycle d'odes Abdoulmessia.
La grande épopée géorgienne d'environ six mille vers, Le Chevalier à la peau de panthère (aussi appelé L'Homme à la peau de tigre ou littéralement « Celui à la peau de tigre »), écrit par Chota Roustavéli à la fin du XIIe  et au début du  XIIIe siècle, lui est également dédicacée. Il est considéré comme « le sommet de la littérature géorgienne ».
Mikhaïl Lermontov écrit en 1841 le poème Tamara qui, tout en n'étant pas fondé sur des faits historiques, évoquerait la reine Tamar de Géorgie. Le compositeur russe Mili Balakirev a composé à partir de ce poème un poème symphonique intitulé de même, Tamara.

## Décoration
- Ordre de la reine Tamar

## Culture populaire
- Elle est la dirigeante de la Géorgie dans le jeu vidéo Civilization VI: Rise and Fall.
- La campagne géorgienne de l'extension The Royals Mountains d'Age of Empires II: Definitive Edition lui est consacrée.